# Stylops kaguyae
Stylops kaguyae  (лат.) — вид веерокрылых насекомых рода Stylops из семейства Stylopidae. Япония (Кюсю, Хонсю).
Общая длина самок около 3 мм. Длина цефалоторакса от 0,61 до 0,74 мм, максимальная ширина 0,69 мм; интермандибулярное расстояние от 0,08 до 0,14 мм. Характеризуется субтреугольной формой цефалоторакса с прямым апикальным краем.
Паразиты пчёл видов Andrena (Micrandrena) kaguya и Andrena (Micrandrena) minutula (Andrena, Andrenidae). Близок к виду Stylops spretus, обнаруженному в Европе на пчёлах Andrena (Micrandrena) spreta и к виду Stylops obsoletus, обнаруженному в Европе на пчёлах Andrena (Distandrena) obsoleta.
Вид был впервые описан в 1985 году японскими энтомологами Тэйдзи Кифунэ (Kifune Teiji; Department of Parasitology, School of Medicine, Университет Фукуоки, Фукуока) и Ёсихиро Хирасимой (Yoshihiro Hirashima; Entomological Laboratory, Faculty of Agriculture, Университет Кюсю, Фукуока, Япония) и именован по видовому названию пчелы-хозяина.